# Antoniadi (cráter)

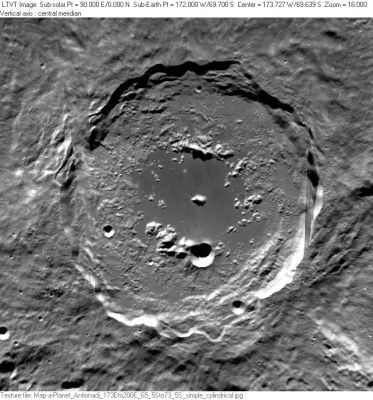
Imagen misión Clementine (1994)

Antoniadi es un gran cráter de impacto lunar que se encuentra en el sur del hemisferio de la cara oculta de la Luna. El cráter se adentra en el borde sureste del cráter Minnaert, una formación un poco más pequeña que está significativamente más erosionada. Unido al borde oriental de Antoniadi está Numerov, otro gran cráter antiguo, similar a Minnaert. Al sur de Antoniadi está el pequeño cráter Brashear.
|  |  |

## Morfología
El contorno exterior de Antoniadi es generalmente circular, con un borde irregular que tiene múltiples muescas sobre todo el perímetro. La pared está ligeramente erosionada, y retiene un borde nítido y terrazas en las paredes internas. Solo se advierte un pequeño cráter al otro lado de la pared interior, cerca del borde sureste.
Antoniadi es uno de los pocos cráteres en la Luna que posee tanto un segundo anillo interno como un pico central. Este anillo interior es aproximadamente la mitad del diámetro de la pared exterior, y únicamente los segmentos de las montañas escarpadas del anillo hacia el norte y hacia el sur aún permanecen. La parte occidental del anillo interior es casi inexistente, y solo unas pocas colinas menores permanecen en el este.
El suelo dentro de la pared interior es inusualmente plano y liso. Con el pico central, es la única característica notable. El suelo fuera del anillo interior es mucho más áspero en textura. El cráter más notable en el suelo interior se sitúa a través del borde oriental de la cordillera de circunvalación interior sur.
La parte inferior del cráter Antoniadi se midió mediante un altímetro láser (LALT) a bordo de la misión japonesa Selenological and Engineering Explorer (SELENE) resultando ser el punto más bajo de la luna: descansa a 9 kilómetros de profundidad con respecto a la cota cero media de la superficie de la Luna.

## Referencias

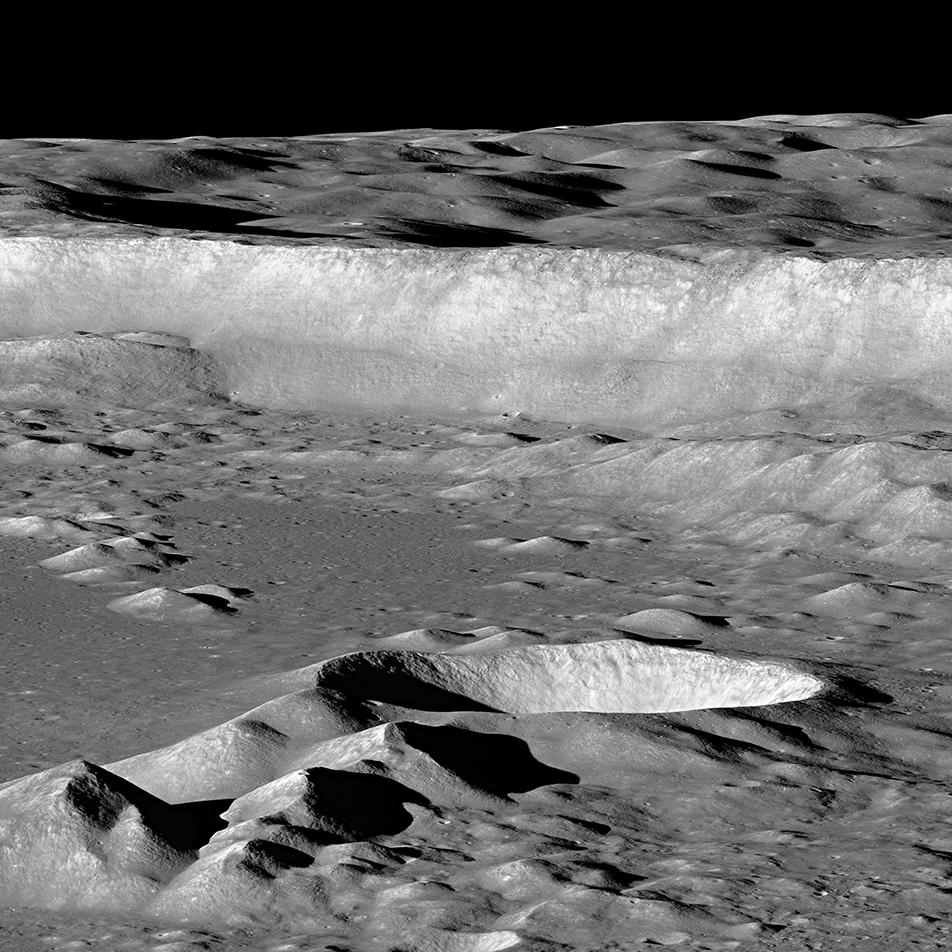
Fotografía de la misión LRO